# Wadhurst
Wadhurst is een civil parish in het bestuurlijke gebied Wealden, in het Engelse graafschap East Sussex. De plaats telt 4883 inwoners.